# كلاوديو تودور
كلاوديو تودور (بالرومانية: Claudiu Tudor)‏ هو لاعب كرة قدم روماني في مركز حراسة المرمى، ولد في 29 أبريل 1985 في بلويشت في رومانيا. لعب مع نادي أسترا جورجو ونادي بترولول بلويشتي ونادي بوليتكنيكا ياشي ونادي شريف تيراسبول ويو تي أي أراد ويونيفرسيتاتيا كرايوفا.

## وصلات خارجية
- كلاوديو تودور على موقع قاعدة بيانات كرة القدم.إي يو (الإنجليزية)
- كلاوديو تودور على موقع Soccerway.com (الإنجليزية)